# Tygří oko
Tygří oko (anglicky Tiger's eye) je minerál, řazený mezi drahé kameny. Jedná se o odrůdu křemene (SiO2), jejíž zbarvení a vlastnosti jsou ovlivněny příměsí minerálů, obsahujících oxidy a hydroxidy železa (FeOOH), jako je například goethit nebo limonit. Minerál tygří oko vzniká v důsledku zvětrávání z podobného, avšak tmavšího, do modra zbarveného minerálu sokolího oka. Prapůvodním minerálem je riebeckit (někdy též ribekit) ze skupiny amfibolů, pojmenovaný podle německého cestovatele Emila Riebecka (1853–1885). „Tygří oko“ s příslušným optickým efektem, napodobujícím oko šelmy či dravce, vzniká tak, že v původním minerálu jsou krokydolitová (azbestová) vlákna nahrazena poloprůhledným chalcedonem (křemenem) nebo hydroxidy železa.

## Podmínky vzniku
Amfiboly vznikají v magmatických horninách, v žulových puklinách spolu s křemeny a dalšími minerály. K proměně riebeckitu (podle staršího pojmenování krokydolitu) zprvu pomocí hydroxidů železa a následně křemitých hmot dochází v hydrotermálním prostředí. Tygří oko, které se v podobě žil a žilek v magmatické hornině vyskytuje společně se sokolím okem, lze tudíž označit za minerál hydrotermálního původu.

## Další formy tygřího oka
Tygří železo je upravená hornina složená převážně z tygřího oka, červeného jaspisu a černého hematitu. Zvlněné, kontrastní barevné a lesklé pásy vytvářejí atraktivní motiv a používají se především k výrobě šperků a ozdob. Tygří železo je oblíbeným ozdobným materiálem, který se používá k nejrůznějším účelům, od korálků až po střenky nožů.
Tygří železo se těží především v Jižní Africe a západní Austrálii. Tygří oko se skládá především z oxidu křemičitého (SiO2) a je zbarveno především oxidem železitým. Měrná hmotnost se pohybuje od 2,64 do 2,71. Vzniká alterací krocidolitu.
Ložiska serpentinu v amerických státech Arizona a Kalifornie mohou mít chatoyantní pásy chryzotilových, což je forma azbestu, vláken. Ty byly broušeny a prodávány jako drahé kameny "arizonské tygří oko" a "kalifornské tygří oko". Obchodní název "pietersit" se používá pro lomený nebo brekciovitý chalcedon obsahující vlákna amfibolu a propagovaný jako tygří oko z Namibie a Číny.

## Výskyt

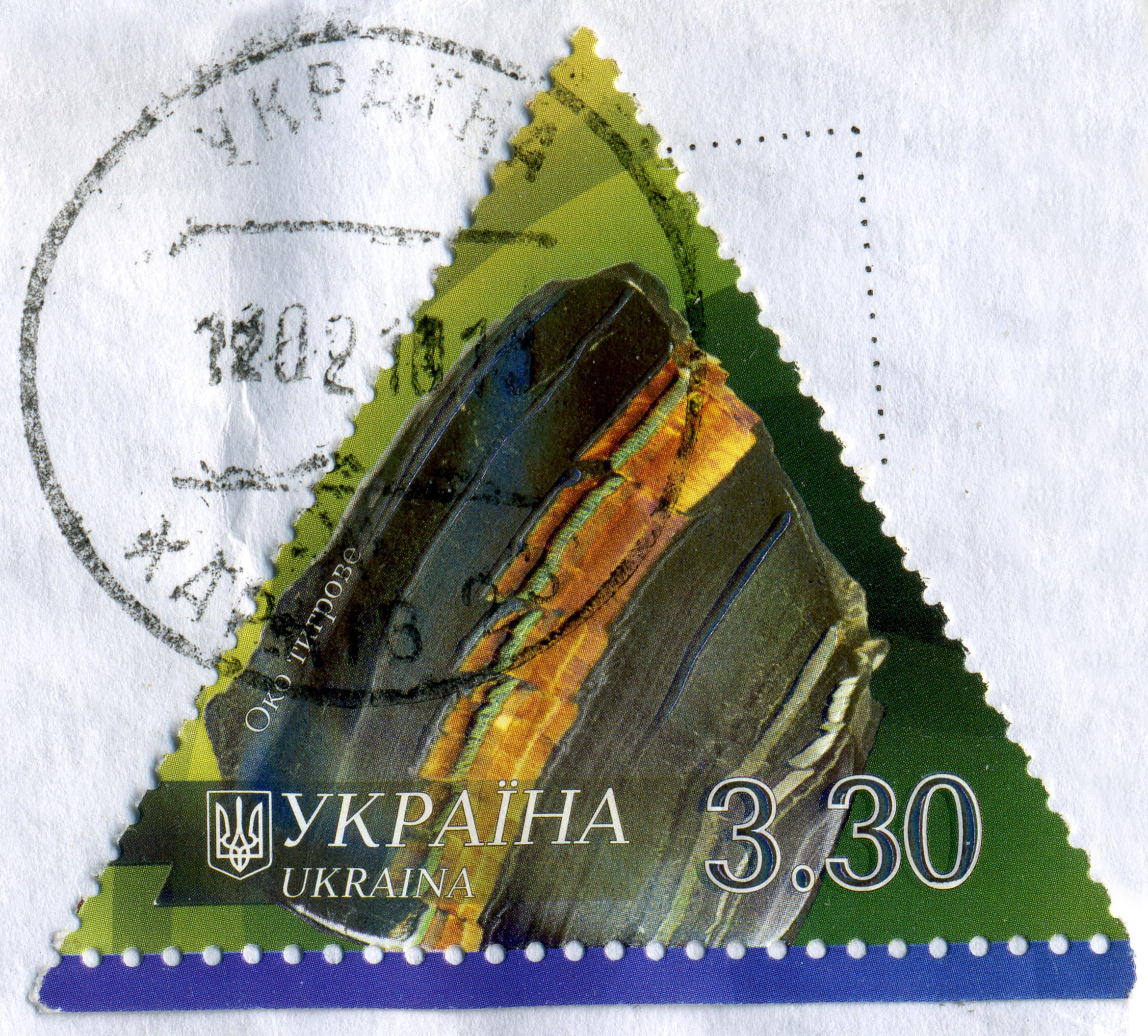
Tygří oko na ukrajinské poštovní známce z roku 2009

Dostupné ukázky minerálu tygřího oka používaného pro šperkařské účely pocházejí vesměs z afrických nebo asijských nalezišť. Známou lokalitou je pohoří Doorn v Griqualandu v Jihoafrické republice, mnoho vzorků také pochází z Namibie, z Číny, Indie či Myanmaru. Další lokality se nacházejí v západní Austrálii, Kalifornii či Střední Asii. Na evropském kontinentě bylo tygří oko nalezeno v železnorudných dolech u města Kryvyj Rih na Ukrajině.

## Zajímavost
Největší dostupný vzorek minerálu tygří oko pochází z Austrálie a postupně byl vystaven na mineralogických burzách v americkém Tucsonu a bavorském Mnichově a od roku 2008 ve sbírkách Mineralogického muzea Univerzity v Bonnu (SRN). Tento dva metry dlouhý a 150 kg těžký kámen pochází z pohoří Hamersley Range v Západní Austrálii z lokality, kde byly dosud nalezeny nejlepší kusy tohoto minerálu na světě. Vzorek byl vyříznut z pětitunového bloku tygřího oka, který byl v roce 2005 objeven v 2,5 miliardy let staré horninové formaci Marra Mamba.